# Pristipomoides flavipinnis
Pristipomoides flavipinnis là một loài cá biển thuộc chi Pristipomoides trong họ Cá hồng. Loài này được mô tả lần đầu tiên vào năm 1963.

## Từ nguyên
Từ định danh flavipinnis được ghép bởi hai âm tiết trong tiếng Latinh, flavus ("có màu vàng") và pinnis ("vây"), hàm ý đề cập đến màu vàng nhạt trên vây lưng và vây hậu môn, màu vàng hồng trên vây ngực và vây bụng, và viền vàng trên vây đuôi của loài cá này.

## Phạm vi phân bố và môi trường sống
P. flavipinnis có phân bố rộng rãi ở khu vực Ấn Độ Dương - Thái Bình Dương, từ biển Andaman trải dài về phía đông đến quần đảo Société và đảo Rapa Iti, giới hạn phía bắc đến quần đảo Ryukyu (Nhật Bản), phía nam đến Úc, Nouvelle-Calédonie và Tonga. P. flavipinnis cũng được ghi nhận tại vùng biển Việt Nam.
P. flavipinnis sống tập trung trên các rạn san hô ở độ sâu khoảng từ 90 đến ít nhất là 360 m.

## Mô tả
Chiều dài cơ thể lớn nhất được ghi nhận ở P. flavipinnis là 56,5 cm, nhưng phổ biến hơn với chiều dài khoảng 35 cm. Cá có màu tím nhạt hoặc phớt hồng ở hai bên thân trên và lưng, thân dưới và bụng màu xám bạc. Có các cụm đốm đen trên đỉnh đầu. Rìa vây lưng màu vàng.
Số gai ở vây lưng: 10; Số tia vây ở vây lưng: 11; Số gai ở vây hậu môn: 3; Số tia vây ở vây hậu môn: 8; Số tia vây ở vây ngực: 16; Số vảy đường bên: 59–63.

## Sinh thái
Thức ăn của P. flavipinnis là cá nhỏ hơn và nhiều loài thủy sinh không xương sống khác (như động vật giáp xác và động vật thân mềm). Cá thể P. flavipinnis có tuổi thọ lớn nhất được ghi nhận là 28.

## Thương mại
P. flavipinnis là một loài cá thương mại quan trọng ở nhiều khu vực, được bán chủ yếu ở dạng tươi trong các chợ cá.